# Ubézhenskaya
Ubézhenskaya (del ruso: Убеженская) es una stanitsa del raión de Uspénskoye del krai de Krasnodar, en el sur de Rusia. Está situado en la orilla derecha del río Kubán, 13 km al noroeste de Uspénskoye y 179 km al este de Krasnodar, la capital del krai. Tenía 1 140 habitantes en 2010.
Es cabeza del municipio Ubézhenskoye, al que pertenecen asimismo Derzhavni, Západni y Novenki.

## Historia
En 1794, en el contexto de la construcción de la línea defensiva del Cáucaso a lo largo del río Kubán, se erigió el fuerte Ubezhenski, con la intención de asegurar el territorio de los ataques de los pueblos de la montaña. En 1825 con colonos de Temnoléskaya y otras zonas de la gubernia de Stávropol. A principios del siglo pasado, en su centro se elevaba la iglesia del Arcángel Miguel construida en 1901-1903, tres escuelas parroquiales, un molino de agua, una almazara y un aserradero. Hasta 1920 pertenecía al otdel de Labinsk del óblast de Kubán.

Panorama de la stanitsa.